# Myrmecozela parnassiella
Myrmecozela parnassiella is een vlinder uit de familie echte motten (Tineidae). De wetenschappelijke naam is voor het eerst geldig gepubliceerd in 1915 door Rebel.
De soort komt voor in Europa.